# اد ویشواناتاپورا
اد ویشواناتاپورا (به انگلیسی: Adde Vishwanathapura) یک روستا در هند است که در کارناتاکا واقع شده‌است.